# Alabarda

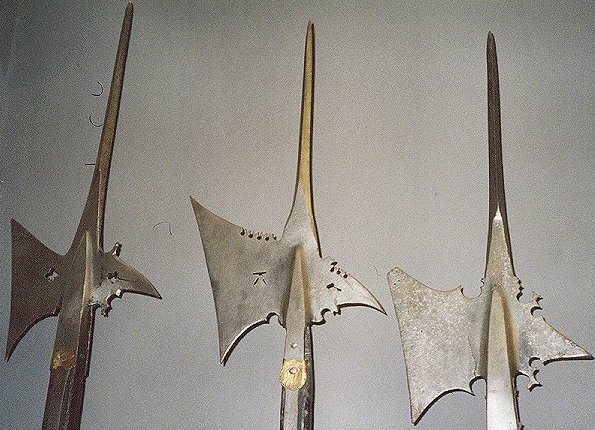
Alabardas: pontas ativas

Alabarda é uma arma antiga composta por uma longa haste. A haste é rematada por uma peça pontiaguda, de ferro, que por sua vez é atravessada por uma lâmina em forma de meia-lua (similar à de um machado), com um gancho ou esporão no outro lado. Está incluída na categoria de armas de cabo longo, que se tornaram mais conhecidas no século XVI.

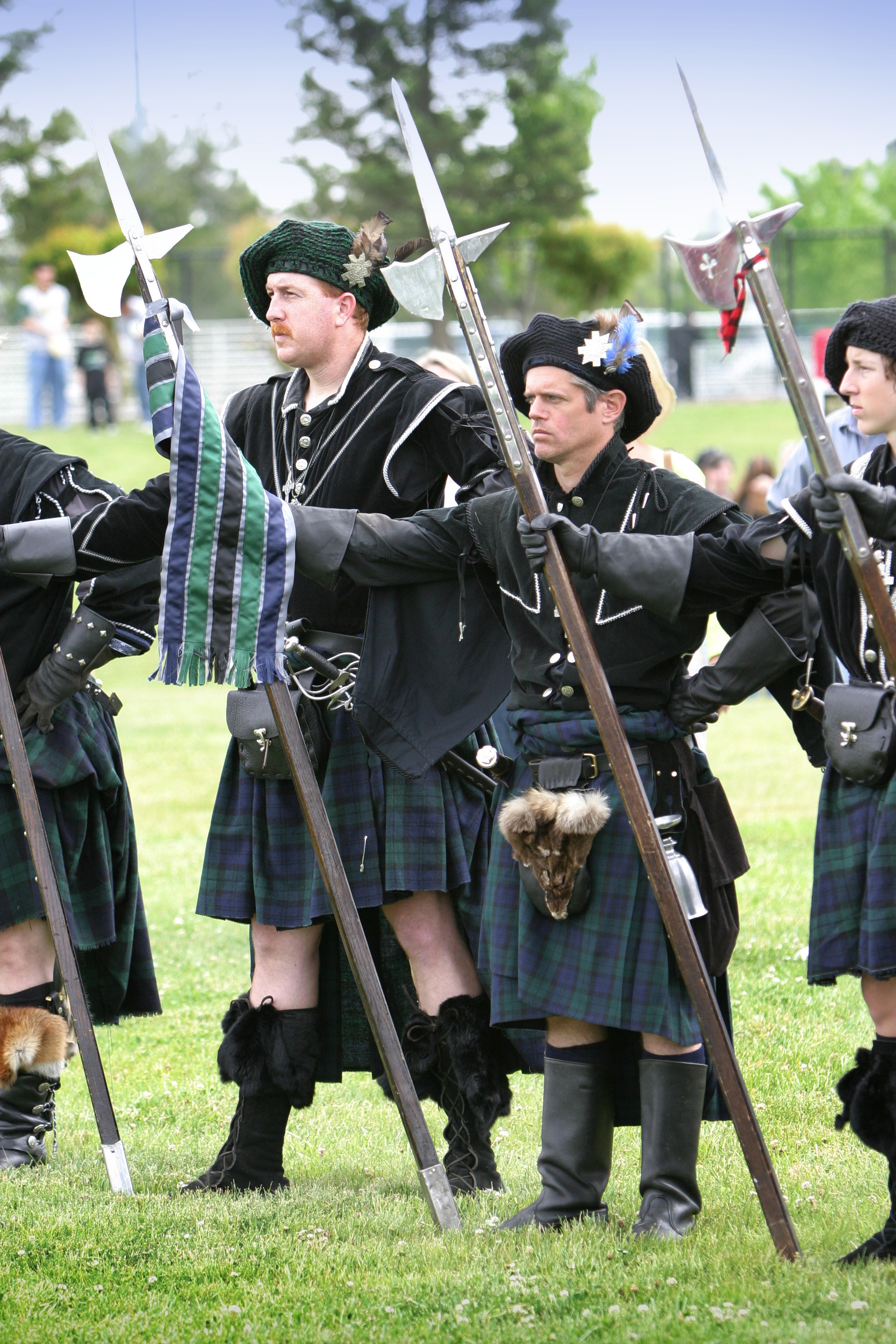
Representação moderna de alabardeiros.

Sua difusão provocou a associação de diferentes formas, o que pode confundi-la com outras armas de cabo longo como: Bardiche, Spetum, Ranseur, Partisan, Voulge, Glaive, Naginata, Fouchard, Bisarma, Podão-bisarma, Machado de cabo-longo, Bec do Corbin, e a Lança, todos de cabo longo mas com diferenças importantes no formato e uso.
A principal indicação de se tratar de uma alabarda é possuir a lâmina transversal (meia-lua) com o fio voltado (angulado) levemente para trás. O três componentes da parte ativa que a caracterizam como alabarda propriamente dita são:
- ponta longitudinal reta (similar à lança)
- porção transversal em lâmina (visualmente similar ao machado),
- porção em gancho (como um esporão), formando três tipos de dispositivos, com usos específicos.

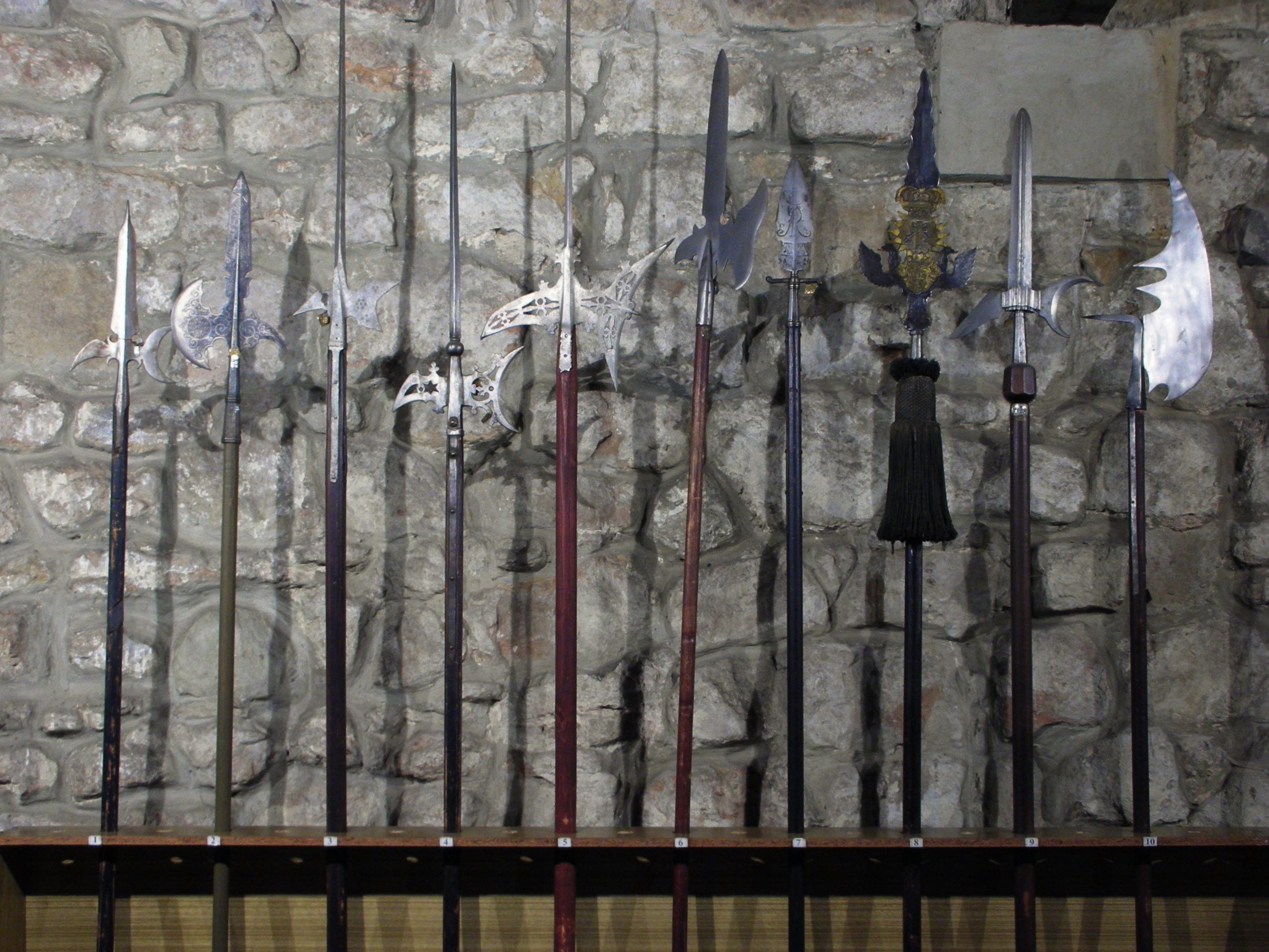
Alabardas: outros modelos.

## Usos
Era a arma dos Sargentos. É considerada a arma de infantaria mais eficaz contra invasores em fortificações e muralhas. Era por excelência a arma usada pelos guardas de castelos e palácios e ainda hoje aparece como o padrão em unidades militares históricas, mantidas para fins decorativos, com suas fardas e armaduras de época. Um conjunto de soldados com alabardas podia imobilizar um cavaleiro de armadura, principalmente quando desmontado do cavalo, alguns tracionando com os ganchos pontiagudos e outros ancorando-o com a extremidade da lança. Tem a vantagem de aumentar o efeito de alavanca e alcance devido ao comprimento do cabo.
A alabarda possuía eficácia, poder e um efeito especial no combate a oponentes montados ou usando armaduras. Existiam três métodos básicos contra cavaleiros: a face oposta à lâmina (método1), normalmente uma ponteira ou gancho podia ser usada para puxar o cavaleiro para baixo, derrubando-o; a lâmina de plástico podia ser usada para golpear a parte de trás do tornozelo do cavalo forçando-o a dobrar as pernas, caindo. Algumas vezes a lâmina em forma de meia-lua convexa dava lugar a uma em forma de meia-lua, ou um "V", côncava para encaixar melhor na perna do cavalo; e, por fim, podia ser usada apoiando a extremidade contrária da haste no pé e apontando a peça pontiaguda de lança para o peito do cavalo, matando-o.
O uso a curta-distância (corpo a corpo) não era frequente devido à haste longa, assim o soldado armado de alabarda geralmente possuía uma adaga e eventualmente uma espada curta para estas situações.
Além dos usos da parte ativa da alabarda, a haste ou cabo poderia ser usada como bastão, para impacto, e o pé ou coronha muitas vezes era recoberto por metal (pontiagudo ou rombo) para ser usado como ponta ativa secundária, para atingir um oponente que já tivesse ultrapassado a linha do portador da alabarda (golpe para trás).
A alabarda possui ainda o efeito psicológico de, quando mantida verticalmente, mostrar suas laminas acima dos soldados, vistas à distância.

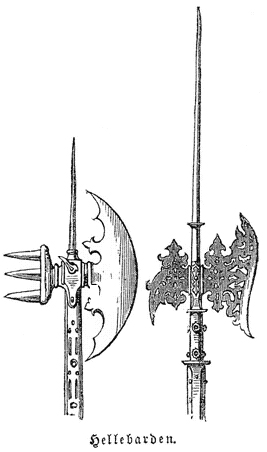
Alabardas: gravura antiga

## Partes componentes
1. Lâmina longitudinal reta - a peça reta pontiaguda permitia o uso da alabarda como lança, o que era muito utilizado nos combates contra outras unidades de infantaria, principalmente as que escalavam muralhas por meio de escadas. Permitia explorar emendas e aberturas em armaduras.
2. Porções transversais (lâmina e gancho) - graças à sua lâmina em meia-lua, a alabarda era usada (dependendo do tamanho, forma e capacidade de corte) como dispositivo de corte a distância, mas não como machado, uma vez que as hastes eram finas e com comprimentos entre 1,80 m e 4,0m, o que provocaria fratura ou curvamento do cabo. As alabardas com pontas transversais curvas, menores e finas, tinham a finalidade principal de explorar aberturas da armadura do oponente, atingindo-o por alguma fresta, ou enganchar-se a peças componentes da armadura, na tentativa de expor alguma parte do corpo do usuário, ou mesmo arrancar uma porção da armadura.  Esta porção transversal tinha também a utilidade de evitar a transfixação completa, que poderia prender a alabarda e assim desarmar o usuário após o primeiro uso efetivo. Esta porção transversal permite ainda que, na eventualidade de o uso como lança ser defletido, passando lateralmente, puxar-se de volta a arma e assim obter o contato no movimento de volta.
3. Cabo ou haste - porção usada para manuseio, geralmente de diâmetro menor para preensão com as duas mãos. Comprimentos variados.
4. Adorno - apesar de ser visto como adorno tinha a utilidade de evitar que o sangue do oponente deixasse o cabo escorregadio.
5. Pé ou coronha - muitas vezes era recoberto por metal (pontiagudo ou rombo) para ser usado como ponta ativa secundária, para atingir um oponente que já tivesse ultrapassado a linha do portador da alabarda (golpe para trás).